# إدغار مارسيلينو
إدغار مارسيلينو (10 سبتمبر 1984 بقلمرية في البرتغال - ) هو لاعب كرة قدم برتغالي في مركز الوسط. شارك مع منتخب البرتغال تحت 19 سنة لكرة القدم ومنتخب البرتغال تحت 21 سنة لكرة القدم. أما مع النوادي، فقد لعب مع إشتوريل برايا وراسينغ فيرول وسبورتينغ لشبونة ب وسبورتينغ لشبونة وفيتوريا دي غيماريش ونادي أومونيا ونادي السيب ونادي الكوكب المراكشي ونادي بونه ونادي روسيندال ‏ وKarmiotissa FC ‏ ونادي بينفايل ونادي جوا وAEP Paphos FC ‏ وAPOP Kinyras FC ‏.

## روابط خارجية
- إدغار مارسيلينو على موقع قاعدة بيانات كرة القدم.إي يو (الإنجليزية)
- إدغار مارسيلينو على موقع Soccerway.com (الإنجليزية)
- إدغار مارسيلينو على موقع عالم كرة القدم.نت (الإنجليزية)